# Oliver Millar
Oliver Nicholas Millar (26 avril 1923 – 10 mai 2007) est un historien de l'art britannique. Il était un expert de la peinture anglaise du XVIIe siècle et de celle d'Antoine van Dyck en particulier. Dès 1947, il servit à la Cour du Royaume-Uni pendant 41 ans. Il fut nommé Surveyor of The Queen's Pictures en 1972 et Director of the Royal Collection en 1987. Il occupa ces deux fonctions jusqu'à son départ à la retraite en 1988.

## Sources
- (en) Bernard Dolman, Who's who in art, Art Trade Press, 1980  (ISBN 9780900083082) p. 309.
- (en) Nécrologie, The Times, 12 mai 2007
- (en) Nécrologie, The Daily Telegraph, 14 mai 2007
- (en) Nécrologie, The Independent, 16 mai 2007
- (en) Nécrologie, The Guardian, 17 mai 2007